# O Caminho para Sófia
O Caminho para Sófia é um longa-metragem de 1978 lançado para a televisão búlgaro-soviética baseado em acontecimentos históricos e no romance homônimo de Stefan Dichev. O autor do romance é também o autor do roteiro do filme. O filme foi rodado por ocasião do 100º aniversário da Libertação da Bulgária.

## Enredo
O enredo apresenta eventos artisticamente interpretados em torno da libertação de Sófia durante a Guerra russo-turca de 1877–1878.
A moderna capital da Bulgária semanticamente leva o nome de Sofia (mártir) e é a apoteose de Sofia (sabedoria) que significa Sofia (gnosticismo). A cidade tem uma história muito antiga e é a residência de Constantino, o Grande. A Igreja de Santa Sofia (Sófia) é também um monumento histórico.
Após a conquista de Pleven e a capitulação de Osmã Nuri Paxá, a batalha mais importante da guerra foi vencida, mas a guerra não foi vencida. Qual será o desfecho da guerra mais importante do percurso do "Grande Jogo" depende do próximo lance do "tabuleiro de xadrez". O exército russo foi comandado pessoalmente pelo imperador Alexandre II da Rússia e a vitória levou ao Congresso de Berlim e ao retorno da Rússia como primeiro violino no concerto das grandes potências, como foi o caso no Congresso de Viena.
Em 4 de janeiro de 1878, o exército russo entrou em Sofia, abrindo caminho para Edirne e Constantinopla (Via Militaris), que venceram a guerra. O filme recria em uma base histórica esses eventos, incluindo o papel dos cônsules italiano e francês na cidade na época e a neutralização pela inteligência russa do chefe da inteligência britânica nos Bálcãs da época.
Sofia foi proposta como nova capital da Bulgária por Marin Drinov (primeiro presidente da Academia de Ciências da Bulgária) na primeira assembleia nacional constituinte. No século IX, com a conquista de Sofia por Crum, abriu-se a oportunidade para a cristianização da Bulgária, um processo histórico-cultural que levou à cristianização de grande parte da Europa e à subsequente missão de Cirilo e Metódio.